# Огюст Левек
Огюст Левек(фр. Auguste Levêque 1 березня, 1866, Нівель, Валлонський Брабант, Бельгія —22 лютого, 1921, Сен-Жосс-тен-Ноде, Бельгія) — бельгійський художник символіст, поет, скульптор і теоретик мистецтва.

## Життєпис
Народився в провінції. Художню освіту здобув у Королівській (державній) академії в Брюсселі, керівник Жан-Франсуа Порталс (1818—1895). Порталс був переважно портретистом і майстром картин на умовно арабську тематику (Орієнталізм (мистецтво)) і мав значну кількість учнів під час викладацької діяльності у академії.
Наприкінці 19 ст. Огюст Левек мав значий вплив на художню свідомість творів і теоретичних настанов художника символіста Жана Дельвіля. Працював також як скульптор.

## Вибрані твори

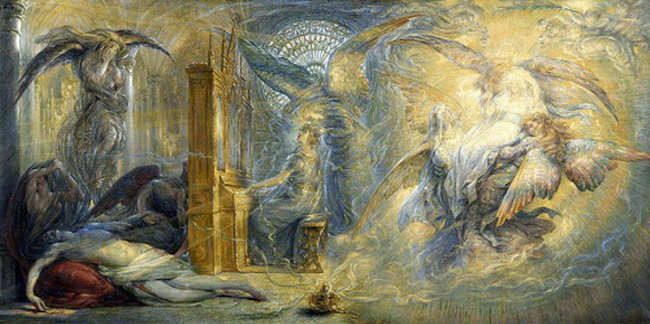
Огюст Левек, Бельгія. «Сакральна музика», 1889 р.

- «Робота», 1890 р.
- «Вакханалія»
- «Сакральна музика», 1889 р.
- «Богородиця скорботна»
- «Данте»
- «Гімн коханню»
- «Едмон Пікар»
- «Майбутній врожай»
- «Діана»
- «Богиня долі Парка»
- «Гімн жінці», 1909 р.
- «Пара закоханих», 1918 р.

## Обрані твори в живопису

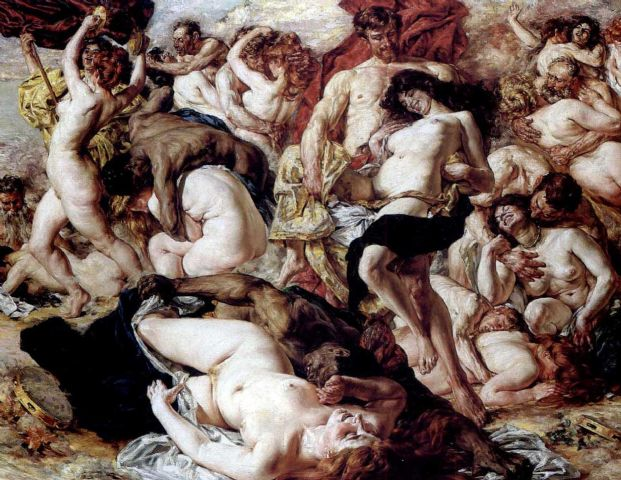
«Вакханалія»
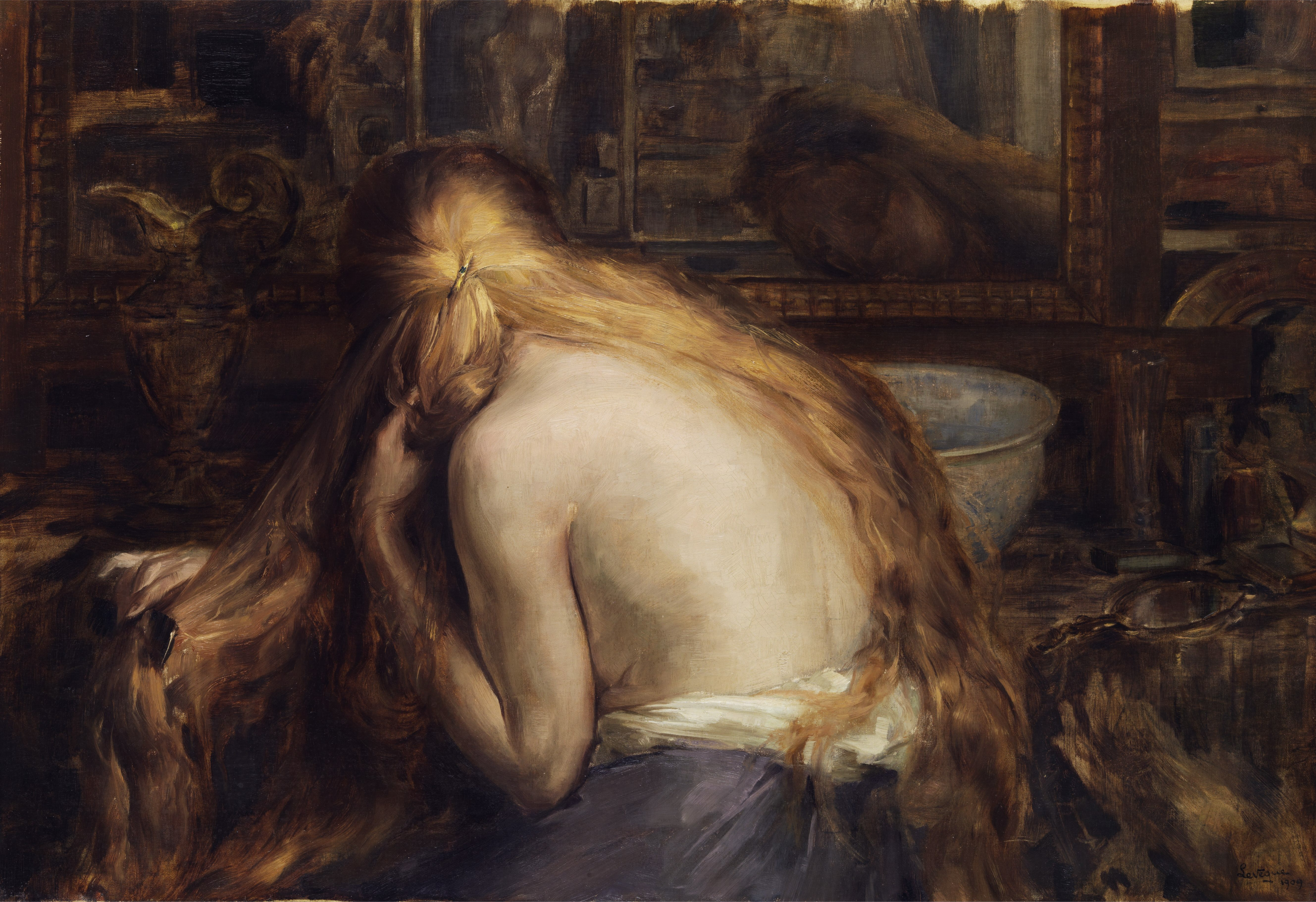
«Гімн жінці», 1909 р.
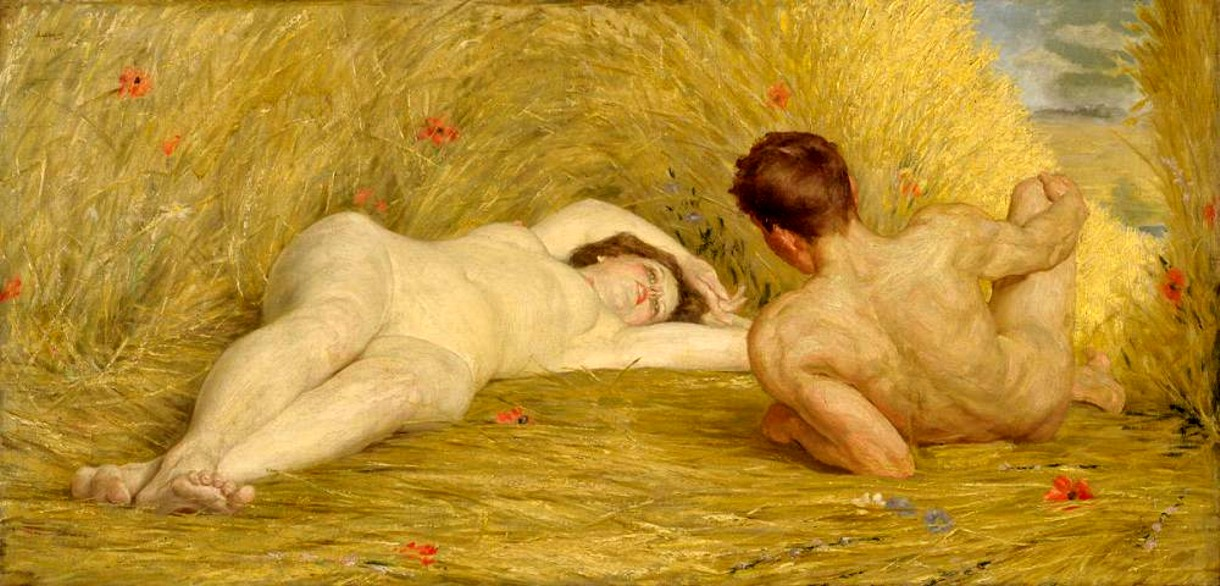
«Пара закоханих», 1918 р.